# (3820) Sauval
(3820) Sauval es un asteroide perteneciente al cinturón de asteroides, descubierto el 25 de febrero de 1984 por Henri Debehogne desde el Observatorio de La Silla, Chile.

## Designación y nombre
Designado provisionalmente como 1984 DV. Fue nombrado Sauval en honor al abogado e historiador francés Henri Sauval.